# جاكوب أرابو
جاكوب أرابو (بالأنجليزية: Jacob Arabo) هو صانع مجوهرات اوزباكستاني الأصل ويحمل الجنسية الأمريكية  ومؤسس شركة جاكوب اند كو للساعات.
اسمه الحقيقي عند الولادة ياكوف اراكوف (بالإنجليزية: Yakov Arabov) ، وهو معروف على نطاق واسع باسم جاكوب الجواهري أو ملك بلينغ.

## النشأة
ولد في مدينة طشقند (1964) عاصمة اوزباكستان لعائلة من يهود بخارى  تعمل في المجوهرات، وهو الابن الأكبر للعائلة. في طفولته كان مهتمًا بمجوهرات والساعات، توقف عن تعليمه الرسمي في عمر السادسة عشر قبل إكمال المدرسة الثانوية والتحق بدورة صناعة المجوهرات لمدة ستة أشهر، وتخرج منها بعد أربعة أشهر. في سن الــ 17 ، كان يصمم قطعه الخاصة للمجوهرات بالقرب في مدينة نيويورك.

## الحياة العملية
في عامه الــ 21 بدأ ارابو رسميًا شركته الخاصة اسماها Diamond Quasar، وبدأ في تصميماته الخاصة به من المجوهرات ذات العلامات التجارية جاكوب اند كو.
على الرغم من أنه بدأ في تقديم مجوهرات تقليدية بأسعار معتدلة، إلا أن حس التصميم لدى جيكوب سرعان ما لفت انتباه المشاهير والمغنين في عالم موسيقى الهيب هوب أوالراب. في أوائل التسعينيات نما عملاؤه وأعماله، وأصبح جيكوب أرابو معروفًا باسم جاكوب الجواهرجري، وهو اللقب الذي ظهر لأول مرة في أغاني الراب لجاي زي وناس ومغنين راب آخرين.
في عام 2005 انتقل إلى متجر في شارع 57. تم فيه عرض الساعات ذات الخمس مناطق الزمنية المميزة.

## الإتهام والإدانة
في يونيو من عام 2006، تم القبض على جاكوب ارابو بتهمة غسيل الأموال والتآمر فيما يتعلق بمنظمة المافيا السوداء في ديترويت، وكذلك لعدم الإفصاح عن مشتريات نقدية كبيرة لمصلحة الضرائب. وفي أكتوبر تشرين الأول كم عام 2007، بعد الاعتراف بالكذب على المحققين، قدم ارابو ومحاميه بن برافمان دعوى قضائية أسقطت فيها التهم الأكثر خطورة المتعلقة بغسيل الأموال.
في يونيو 2008 حُكم على أرابو بالسجن لمدة عامين ونصف، وغرامة قدرها 50 ألف دولار ومصادرة مليوني دولار للحكومة الأمريكية. تم إطلاق سراح أرابو من السجن في أبريل 2010.

## الجوائز
حازت ساعة The World is Yours من جيكوب اند كو، على جائزة Travel + Leisure Design لعام 2006.